# Эдди, Леа
Ле́а Э́дди (англ. Leah Eddie; род. 23 января 2001, Фолкерк) — шотландская футболистка, защитник клуба «Хиберниан» и сборной Шотландии.

## Клубная карьера
Училась в средней школе Фолкерка, начала играть в футбол в Центральной женской академии. В сезоне 2017/18 присоединилась к клубу «Рейнджерс». 11 февраля 2018 года дебютировала в Шотландской женской Премьер-лиге за «Рейнджерс» в выездном матче против «Селтика» (0:3), выйдя в стартовом составе. 24 июня 2018 года забила свой первый мяч за «Рейнджерс» в матче Премьер-лиги против «Гамильтон Академикал» (3:0), удвоив счёт на 75-й минуте. Всего в сезоне 2018 провела 19 мачтей в Премьер-лиге и забила 1 гол, а «Рейнджерс» финишировал на 4-м месте в чемпионате.
В 2018 году перешла в «Хиберниан». 17 февраля 2019 года дебютировала за «Хиберниан» в матче Премьер-лиги против «Селтика» (2:1), выйдя в стартовом составе. Пропустила большую часть сезона 2019 года из-за травмы, сыграв лишь один матч в Премьер-лиге.
25 августа 2020 года продила контракт с «Хибернианом». 13 декабря 2020 года забила свой первый гол за «Хиберниан» в матче Премьер-лиги против «Форфар Фарингтон» (3:0), открыв счёт на 15-й минуте. 12 мая 2021 года забила свой второй гол в сезоне в матче Премьер-лиги в ворота «Спартанс» (1:1), сравняв счёт на 79-й минуте после розыгрыша штрафного удара. Всего в сезоне 2020/21 сыграла 21 матч за «Хиберниан» в Премьер-лиге, в которых забила 2 мяча, а клуб финишировал на 4-м месте в чемпионате. 29 мая 2021 года получила награду лучшего игрока женской команды «Хиберниан» по итогам сезона 2020/21.

## Карьера в сборной
С 2016 по 2017 гг. выступала в сборной Шотландии до 17 лет, за которую дебютировала 6 сентября 2016 года в товарищеской матче против Испании (0:4) и провела в итоге 7 матчей. В 2018 году играла за сборную Шотландии до 19 лет, дебютировав в ней 2 апреля 2018 года против Чехии и провела всего 7 матчей.
31 мая 2021 года главный тренер сборной Шотландии Стюарт Макларен впервые вызвал Эдди для участия в товарищеских матчах против сборных Северной Ирландии и Уэльса. 10 июня 2021 года в возрасте 20 лет дебютировала в сборной Шотландии в выездном матче против Северной Ирландии (1:0), выйдя на замену другой дебютантки Брианны Веструп на 79-й минуте.

## Статистика выступлений
| Выступление      | Выступление      | Выступление      | Лига | Лига | Кубок | Кубок | Кубок лиги | Кубок лиги | Еврокубки | Еврокубки | Итого | Итого |
| Клуб             | Лига             | Сезон            | Игры | Голы | Игры  | Голы  | Игры       | Голы       | Игры      | Голы      | Игры  | Голы  |
| ---------------- | ---------------- | ---------------- | ---- | ---- | ----- | ----- | ---------- | ---------- | --------- | --------- | ----- | ----- |
| Рейнджерс        | Премьер-лига     | 2018             | 19   | 1    | 0     | 0     | 0          | 0          | —         | —         | 19    | 1     |
| Рейнджерс        | Итого            | Итого            | 19   | 1    | 0     | 0     | 0          | 0          | —         | —         | 19    | 1     |
| Хиберниан        | Премьер-лига     | 2019             | 1    | 0    | 0     | 0     | 0          | 0          | 0         | 0         | 1     | 0     |
| Хиберниан        | Премьер-лига     | 2020/21          | 21   | 2    | —     | —     | —          | —          | —         | —         | 21    | 2     |
| Хиберниан        | Итого            | Итого            | 22   | 2    | 0     | 0     | 0          | 0          | 0         | 0         | 22    | 2     |
| Всего за карьеру | Всего за карьеру | Всего за карьеру | 41   | 3    | 0     | 0     | 0          | 0          | 0         | 0         | 41    | 3     |

### Выступления за сборную
| № | Дата            | Оппонент          | Счёт | Голы | Передачи | Карточки | Минуты | Соревнование      |
| - | --------------- | ----------------- | ---- | ---- | -------- | -------- | ------ | ----------------- |
| 1 | 10 июня 2021    | Северная Ирландия | 1:0  | —    | —        | —        | 11'    | Товарищеский матч |
| 2 | 19 февраля 2022 | Словакия          | 2:0  | —    | —        | —        | 4'     | Товарищеский матч |

Итого: 2 матча, 0 голов / 2 победы, 0 ничьих, 0 поражений.

## Достижения

### Командные достижения
«Хиберниан»
- Серебряный призёр чемпионата Шотландии: 2019

### Личные достижения
- Игрок года в ЖФК «Хиберниан»: 2021[14]